# Gigantspinosaurus sichuanensis
Gigantspinosaurus sichuanensis ("gran dinosaurio con espinas de Sichuan") es la única especie conocida del género extinto Gigantspinosaurus de dinosaurio tireóforo estegosauriano, que vivió a finales del período Jurásico, hace aproximadamente 156 millones de años, en el Oxfordiense, en lo que hoy es Asia.

## Descripción
Gigantspinosaurus fue descrito por Peng y sus colegas como un "estegosauriano de tamaño mediano". Gregory S. Paul estimó que en 2010 tenía aproximadamente 4,2 metros de largo y 700 kilogramos de peso.
Gigantspinosaurus tiene una apariencia distintiva con placas dorsales relativamente pequeñas y espinas del hombro muy agrandadas, las espinas parascapulares, dos veces la longitud de los omóplatos, sobre los que descansaban a través de grandes bases planas. Las placas en el cuello son pequeñas y triangulares. La cabeza debe haber sido relativamente grande con treinta dientes en cada mandíbula inferior. Las caderas son muy anchas y las espinas neurales bajas de las cuatro vértebras sacras y la primera vértebra de la cola se han fusionado en una sola placa. Las extremidades anteriores son robustas.
Xing y sus colegas describieron las impresiones de la piel en 2008. Cubren una superficie de 414 centímetros cuadrados y muestran rosetas con una escala central pentagonal o hexagonal rodeada de trece a catorce escamas cuadradas, pentagonales o hexagonales más pequeñas con estrías un diámetro de 5.7 a 9.2 milímetros.

## Descubrimiento e investigación
Encontrado en la Formación Shangshaximiao de Zigong, Sichuan, China. Se conoce por un esqueleto parcial al que falta el cráneo a excepción de la mandíbula inferior, los pies traseros y la cola. El primer fósil fue encontrado en 1985 por Ouyang Hui en Pengtang cerca de Jinquan y fue reportado en 1986 por Gao Ruiqi y sus colegas, confundiéndolo con un espécimen de Tuojiangosaurus. La especie tipo, Gigantspinosaurus sichuanensis fue descrita y nombrada por Ouyang en 1992 en un resumen de una conferencia. El nombre genérico se deriva del latín gigas o giganteus, "enorme", y spina, "espina", en referencia a las gigantescas espinas del hombro. El nombre específico se refiere a Sichuan. Pero generalmente fue considerado un nomen nudum, hasta que en 2006 se  reveló que el resumen contenía una descripción suficiente. A pesar de tener una nomenclatura cuestionable, imágenes de Gigantspinosaurus ha aparecido en varias fuentes, y un esqueleto montado ha estado en la exhibición en Zigong desde 1996. El reconocimiento público sobre este animal creció a principios de 2006 cuando Tracy Ford, lo consideró un taxón válido establecido, publicando un artículo corto sobre su reconstrucción. Ford sugirió que las reconstrucciones anteriores de Gigantspinosaurus donde muestran las espinas del hombro hacia abajo están incorrectas y su nueva reconstrucción muestra la espina algo hacia arriba, terminando más arriba que la espalda del animal. Susannah Maidment y Guangbiao Wei en 2006 trataron a G. sichuanensis como un taxón válido en su revisión de los estegosáuridos chinos jurásicos, pero no lo redescribieron por encontrarse bajo estudio por el personal del Museo del Dinosaurio de Zigong. De hecho, una redescripción china realizada por Peng Guangzhao y sus colegas en 2005 sería anterior a la publicación de Maidment.
El holotipo, ZDM  0019, se encontró en capas de la formación Shaximiao Superior de Zigong,  provincia de Sichuan, que se remontan al Oxfordiano. Consiste en un esqueleto parcial de un individuo probablemente subadulto que falta el cráneo, aunque las mandíbulas inferiores están presentes, las patas traseras y el extremo de la cola. Aparte de los elementos esqueléticos también se han encontrado placas, espinas y escudos. En el hombro izquierdo se había conservado una impresión de la piel. El espécimen es parte de la colección del Museo de Dinosaurios de Zigong y se ha exhibido como un esqueleto restaurado desde 1996. En 2005, Peng y colegad informaron de un segundo espécimen, ZDM 0156, una pelvis encontrada en Chenjia cerca de Fuquan.

## Clasificación
Un estudio realizado por Maidment indica que Gigantspinosaurus es el miembro más basal conocido de Stegosauria. Peng y sus colegas, sin embargo, lo colocaron en Huayangosauridae. Una redescripción en 2018 por Hao et al aclaró aspectos de la anatomía y descubrió que se trataba de un estegosauriano basal intermedio, que compartía rasgos basales con huayangosáuridos, así como rasgos algo más avanzados con otros estegosáuridos. Sin embargo, este análisis encontró que no era el estegosaurio más basal, ya que los huayangosáuridos Chungkingosaurus y Huayangosaurus se consideraron más basales.